# Trent Harmon
Trent Harmon (né le 8 octobre 1990) est un chanteur américain qui a remporté la quinzième saison d'American Idol en 2016.
Il vend 52 000 exemplaires en deux semaines de son premier single Falling.

## Discographie

### Singles
| Année | Single    | Classement | Classement  | Ventes       |
| Année | Single    | US Country | US Bubbling | Ventes       |
| ----- | --------- | ---------- | ----------- | ------------ |
| 2016  | "Falling" | 27         | 16          | - US: 52,000 |

## Parcours à American Idol
| Semaine        | Thème                            | Chanson                                   | Artiste                        |
| -------------- | -------------------------------- | ----------------------------------------- | ------------------------------ |
| Auditions      | Contestant's choice              | "Unaware"[réf. nécessaire]                | Allen Stone                    |
| Hollywood Week | Lines of 10                      | Lay Me Down                               | Sam Smith                      |
| Hollywood Week | Group Rounds*                    | Rather Be                                 | Clean Bandit ft. Jess Glynne   |
| Hollywood Week | Final Judgment                   | Tiny Dancer                               | Elton John                     |
| Top 24         | Contestant's choice              | What Are You Listening To                 | Chris Stapleton                |
| Top 10         | Contestant's choice              | Like I Can                                | Sam Smith                      |
| Top 8          | Idol Grammy Hits                 | When a Man Loves a Woman                  | Percy Sledge                   |
| Top 6          | American Idol All Time Song Book | See You Again (duet with La'Porsha Renae) | Wiz Khalifa and Charlie Puth   |
| Top 6          | American Idol All Time Song Book | Stand by Me                               | Ben E. King                    |
| Top 5          | America's Twitter Song Choice    | Counting Stars                            | OneRepublic                    |
| Top 5          | America's Twitter Song Choice    | Simple Man                                | Lynyrd Skynyrd                 |
| Top 4          | Classic Rock / Sia               | Sharp Dressed Man                         | ZZ Top                         |
| Top 4          | Classic Rock / Sia               | "Chandelier"[réf. nécessaire]             | Sia                            |
| Top 3          | Hometown Dedication              | Tennessee Whiskey                         | Chris Stapleton                |
| Top 3          | Scott Borchetta's Choice         | Drink You Away                            | Justin Timberlake              |
| Top 3          | Judges' Choice                   | Waiting Game                              | Parson James                   |
| Top 2          | Winner's Single                  | Falling                                   | Trent Harmon                   |
| Top 2          | Simon Fuller's Choice            | If You Don't Know Me by Now               | Harold Melvin & the Blue Notes |
| Top 2          | Favorite Performance             | Chandelier                                | Sia                            |
| Finale         | Finale show                      | It Takes Two (duet with La'Porsha Renae)  | Marvin Gaye and Kim Weston     |
| Finale         | Winner's song                    | Falling                                   | Trent Harmon                   |